# Boris Wjatscheslawowitsch Gryslow

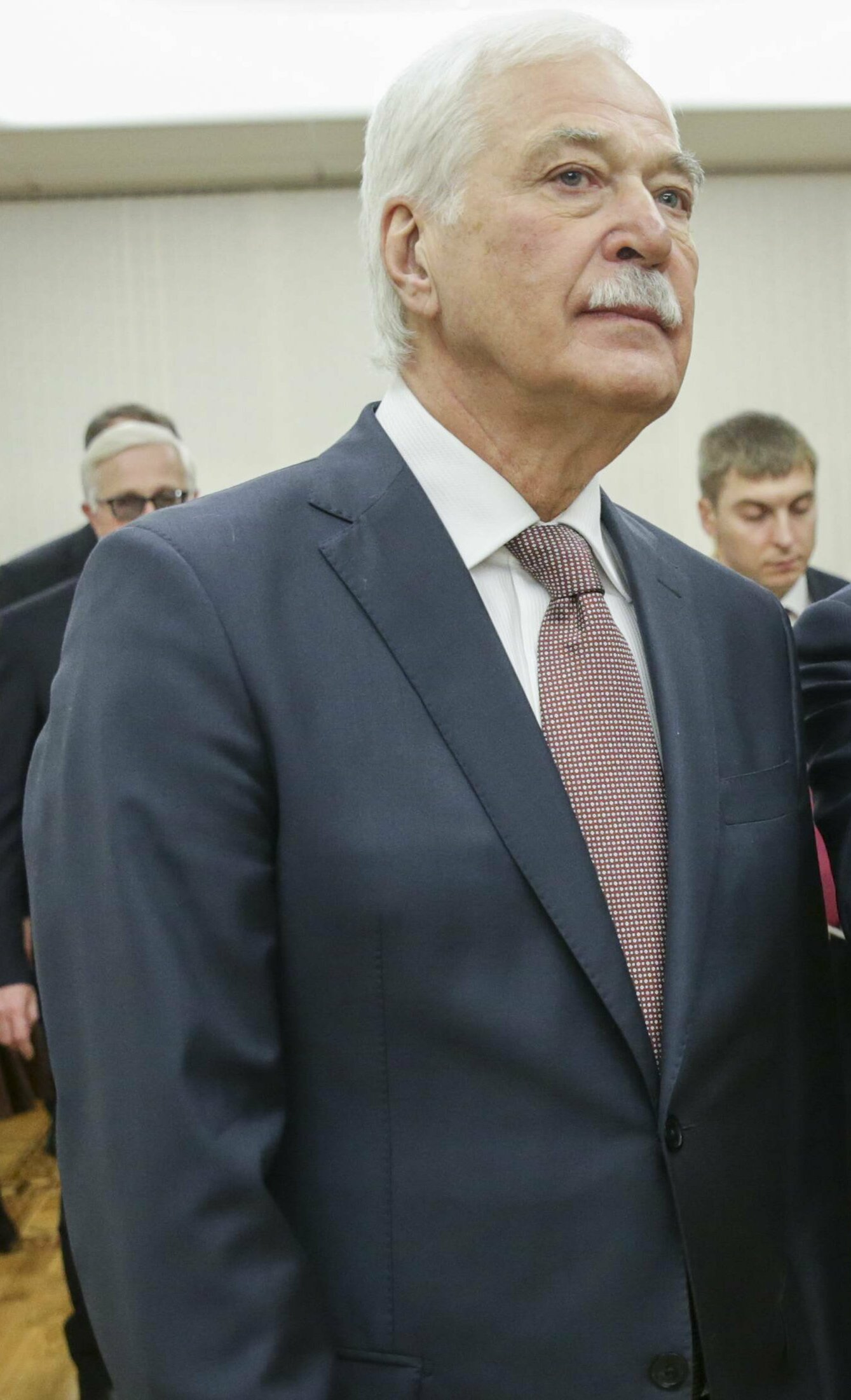
Boris Gryslow (2018)

Boris Wjatscheslawowitsch Gryslow (russisch Бори́с Вячесла́вович Грызло́в; * 15. Dezember 1950 in Wladiwostok) ist ein russischer Politiker. Er war von 2001 bis 2003 Innenminister Russlands und von 2004 bis 2008 Vorsitzender der Partei Einiges Russland. Vom 29. Dezember 2003 bis zum 14. Dezember 2011 war er Vorsitzender der Staatsduma.

## Biografie
Gryslow wurde in Wladiwostok geboren, zog jedoch im Alter von vier Jahren mit seiner Familie nach Leningrad. Sein Vater Wjatscheslaw Gryslow wurde beim Deutsch-Sowjetischen Krieg 1941–1945 als Kampfpilot im Fernen Osten eingesetzt. Seine Mutter war Lehrerin. Beide Elternteile von Boris Gryslow waren russischer Abstammung. Sein Großvater war russisch-orthodoxer Priester.
Gryslow schloss die Schule Nr. 211 in Leningrad mit Auszeichnung ab und studierte von 1967 bis 1973 an der Leningrader Elektrotechnischen Hochschule für Kommunikationstechnik das Funkingenieurwesen. Danach arbeitete er in einem Gerätebauunternehmen zunächst als Ingenieur, später als Chefkonstrukteur und Abteilungsleiter.
Die politische Karriere Gryslows begann erst in den späten 1990er-Jahren, wobei für seinen Aufstieg unter anderem die seit den Studienjahren bestehende Freundschaft mit dem späteren Geheimdienstchef Nikolai Patruschew eine Rolle gespielt hat. 1998 kandidierte Gryslow bei den Wahlen ins Petersburger Stadtparlament, scheiterte jedoch. Im Wahlkampf zu den Dumawahlen 1999 leitete er den Petersburger Regionalstab der Bewegung Einheit (Jedinstwo), die später in der Partei Einiges Russland aufging. Bei den anschließenden Wahlen wurde er zum Abgeordneten gewählt und kurz darauf zum Fraktionschef der Jedinstwo ernannt. Am 28. März 2001 ernannte Präsident Putin Gryslow zum Innenminister. In diesem Amt wurde er vor allem für sein hartes Vorgehen gegen korrupte Polizeibeamte bekannt – er selbst prägte für diese den bekannt gewordenen Begriff „Werwölfe in Uniform“. Liberale Oppositionelle warfen Gryslow jedoch vor, mit diesen Maßnahmen lediglich Populismus im Vorfeld der Parlamentswahlen zu betreiben.
Im November 2002 wählte der Parteivorstand von Einiges Russland Gryslow zum Vorsitzenden des höchsten Rates der Partei. Bei den Parlamentswahlen 2003 zog Gryslow erneut in die Staatsduma ein und wurde Vorsitzender der Fraktion Einiges Russland sowie von den Abgeordneten zum neuen Parlamentspräsidenten gewählt. Kurz nach den Wahlen im Dezember 2003 reichte Gryslow bei Putin seinen Rücktritt als Innenminister ein; zu seinem Nachfolger in diesem Amt wurde daraufhin Raschid Nurgalijew ernannt. Im November 2004 wurde Gryslow zum Vorsitzenden der Partei Einiges Russland gewählt. Diesen Posten trat er 2008 an Ministerpräsident Putin ab und ist seitdem Vorsitzender des Obersten Rats der Partei.
Boris Gryslow hat einen Doktorgrad in Politikwissenschaften.
Seit Mai 2011 ist Gryslow Mitglied im Koordinationsrat der Gesamtrussischen Nationalen Front.
Am 14. Dezember 2011 erklärte Boris Gryslow seinen Rücktritt vom Amt des Duma-Präsidenten und dem des Vorsitzenden der Einiges-Russland-Fraktion in der Duma. Als Grund wurde das schwache Abschneiden der Regierungspartei Einiges Russland bei den Russischen Parlamentswahlen 2011 genannt.
Am 18. November 2012 wurde bekannt, dass Boris Gryslow Aufsichtsratsvorsitzender bei der Kernenergiebehörde Rosatom werden soll.
Gryslow ist Ständiges Mitglied des Sicherheitsrates.
Am 25. Juli 2014 wurde er im Zusammenhang mit der völkerrechtswidrigen russischen Annexion der Krim auf die Sanktionsliste der Europäischen Union gesetzt.

## Privatleben

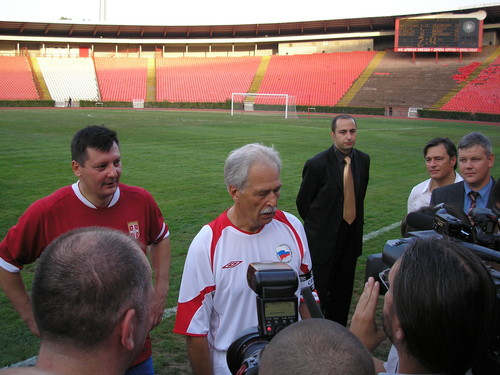
Boris Gryslow während des Fußball-Freundschaftsspiels der russischen Duma-Amateurmannschaft gegen die Amateurmannschaft der serbischen Nationalversammlung. (Juli 2007, Belgrad).

Gryslow ist mit der Ingenieurin Ada Wiktorowna Korner verheiratet. Sie ist die Tochter von Wiktor Dmitrijewitsch Korner, einem Konteradmiral der Sowjetischen Marine und Held der Sowjetunion.
Mit ihr hat Boris Gryslow zwei Kinder: Dmitri (* 1979) und Jewgenija (* 1980).
Gryslows Jahreseinkommen für das Jahr 2009 betrug nach offiziellen Angaben 16 Millionen Rubel (knapp über 400.000 EUR).
Gryslow lebt mit seiner Frau in einer 274,5 Quadratmeter großen Wohnung in Moskau. In seiner Freizeit spielt Gryslow gerne Fußball.

## Auszeichnungen und Ehrungen
- Orden der Ehre (20. Dezember 2000), für die aktive gesetzgebende und gesellschaftliche Betätigung.
- Verdienstorden für das Vaterland II. Klasse (15. Dezember 2005), verliehen für einen herausragenden Beitrag zur Stärkung der russischen Staatlichkeit, der Entwicklung des Parlamentarismus und die jahrelange gewissenhafte Arbeit.
- Dank des Präsidenten der Russischen Föderation (5. September 2006), für Verdienste im Hinblick auf die Organisation des G8-Gipfels in Sankt Petersburg 2006.
- Ehrenorden der Moldawischen Republik Transnistrien (5. September 2006), für den persönlichen Einsatz für die Entwicklung und Stärkung der Freundschaft zwischen der Russischen Föderation und der Transnistrischen Moldawischen Republik, für die aktive Betätigung für die Interessenvertretung von Mitbürgern in Verbindung mit dem 16. Jahrestag der Gründung der Transnistrischen Moldawischen Republik.
- Verdienstorden für das Vaterland III. Klasse (21. Mai 2008), verliehen für Verdienste auf dem Gebiete der Gesetzgebung sowie der Stärkung und Entwicklung der russischen Staatlichkeit.
- Alexander-Newski-Orden (15. Dezember 2010), für besondere, persönliche Verdienste gegenüber dem Vaterland auf Ebene des Staatsaufbaus und der Stärkung der internationalen Autorität Russlands.
- Stolypin-Medaille (15. Dezember 2011), für Verdienste im Hinblick auf die Stärkung der russischen Staatlichkeit, der Entwicklung des Parlamentarismus und die jahrelange gewissenhafte Arbeit.
- Ehrendoktorwürde der Russisch-Tadschikischen (Slawischen) Universität.
- Kandidat der Politikwissenschaften (siehe Kandidat der Wissenschaften)